# Maruchan

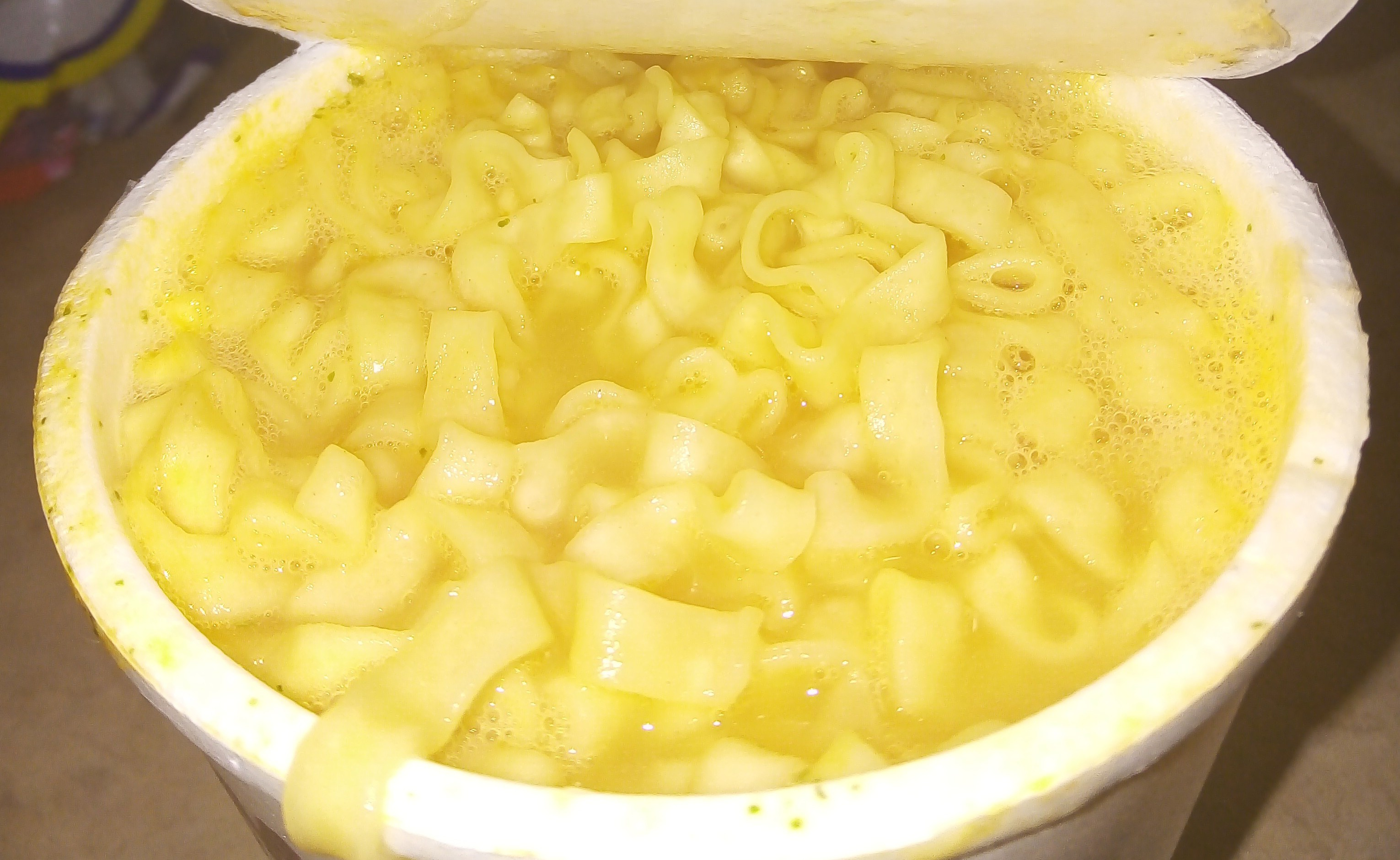
Una Maruchan de queso

Maruchan (マルちゃん?) es una marca de ramen instantáneo, de una división de Toyo Suisan, un conglomerado japonés. La Toyo Suisan Company se encuentra en Minato, Tokio. Los fideos se encuentran empaquetados en un envase de poliestireno expandido para que se le pueda añadir agua hervida y así cocinarlos, pero no se sugiere cocinar en un microondas. La sopa instantánea Maruchan no es un caldo, aunque al final, parte del alimento sea caldo por el agua hervida. Este alimento no posee conservantes, pero son cocinados en aceite vegetal, grasa animal, además de que puede ser dañino para la salud ya que cuenta con altos niveles de sodio.

## Nombre
El nombre se puede traducir del japonés al español como ‘pequeño círculo’. El nombre Maruchan se refiere al personaje de cara redonda que aparece justo al lado izquierdo del envoltorio del producto. La raíz del nombre maru, literalmente significa ‘círculo’ en japonés, y posiblemente se refiere a la forma de su cabeza. El sufijo -chan tras un nombre sirve como diminutivo afectuoso, particularmente cuando se refiere a un bebé, niño o una mujer joven. Maru-chan se ha representado en propagandas oficiales de Japón como un niño que usa una camiseta color rojo que tiene una letra «M» amarilla en su centro; su atuendo y el contraste con los personajes femeninos en los comerciales sugiere que el personaje es un niño. Entonces, el nombre «Maruchan» puede ser traducido como ‘Redondito’ o ‘Bolita’.

## Productos
- Maruchan Instant Lunch (variedad de sabores)[8]
- Maruchan Yakisoba (solo disponible en algunos mercados)[9]
- Maruchan Bowl (solo disponible en algunos mercados)[10]
- Maruchan Ramen (variedad de sabores)[11]
- Maruchan Caldo de pollo (cubo para sazonar)[12]

## Sabores
La lista de sabores que se presentará está ordenando según su popularidad y también se mencionan sus variantes:
- Camarón
- Camarón con limón
- Camarón con limón y habanero
- Camarón con chile piquín
- Pollo[13]
- Gallina
- Pollo picante[14]
- Pollo asado
- Pollo con tomate[15]
- Carne de res
- Carne asada[16]
- Queso[17]
- Vegetales de California[18]
- Jaiba
- Jaiba con piquín